# Seis días de San Francisco
Los Seis días de San Francisco fue una carrera de ciclismo en pista, de la modalidad de seis días, que se disputó en San Francisco (Estados Unidos). Su primera edición data de 1919 y duró hasta 1939.

## Palmarés
| Año       | Ganadores                      | Segundos                         | Terceros                            |
| --------- | ------------------------------ | -------------------------------- | ----------------------------------- |
| 1917      | Jake Magin Willy Spencer       | Percy Lawrence Lloyd Thomas      | George Cameron Harry Kaiser         |
| 1918-1933 | ediciones no realizadas        |                                  |                                     |
| 1934 (1)  | Jack McCoy Piet van Kempen     | Henri O'Brien Cecil Yates        | Franz Duelberg Raoul Larazolla      |
| 1934 (2)  | Tony Shaller Charly Winter     | Franz Duelberg Bobby Echeverria  | Fred Spencer Eddy Testa             |
| 1935 (1)  | James Corcoran Piet van Kempen | Bobby Echeverria Henri O'Brien   | Jack McCoy Lew Rush                 |
| 1935 (2)  | Henri O'Brien Jackie Sheehan   | Mike Rodak Jerry Rodman          | Bobby Echeverria Lew Rush           |
| 1936      | Henri O'Brien Cecil Yates      | Lew Rush Tony Shaller            | Franz Duelberg Fred Wagner          |
| 1937 (1)  | Jerry Rodman Cecil Yates       | Eddie Testa Freddy Zach          | Georges Dempsey Robert Walthour Jr. |
| 1937 (2)  | Archie Bollaert Jack McCoy     | Albert Sellinger Oscar Sellinger | Harvey Black Joe Devito             |
| 1938      | Douglas Peden William Peden    | Gérard Debaets Jerry Rodman      | Russel Allen Henri O'Brien          |
| 1939      | Gustav Kilian Heinz Vopel      | Henri O'Brien Tino Reboli        | Jules Audy Fred Ottevaire           |